# Туркменистан на Светском првенству у атлетици у дворани 2012.
Туркменистан је девети пут учествовао на Светском првенству у атлетици у дворани 2012. одржаном у Истанбулу од 9. до 11. марта.
Репрезентацију Туркменистана представљала је једна такмичарка, која се такмичила у трци на 60 метара.
Представница Туркменистана није освојио ниједну медаљу нити је оборила неки рекорд.

## Учесници
Жене:
- Јелена Рјабова — 60 м

## Резултати

### Жене
| Атлетичарка    | Дисциплина | Лични рекорд | Квалификација | Квалификација | Полуфинале            | Полуфинале            | Финале                | Финале       | Детаљи |
| Атлетичарка    | Дисциплина | Лични рекорд | Резултат      | Место         | Резултат              | Место                 | Резултат              | Место        | Детаљи |
| -------------- | ---------- | ------------ | ------------- | ------------- | --------------------- | --------------------- | --------------------- | ------------ | ------ |
| Јелена Рјабова | 60 м       | 7,66         | 7,76          | 6. у гр. 2    | Није се квалификовала | Није се квалификовала | Није се квалификовала | 39 / 62 (64) |        |